# Claude Dehombreux

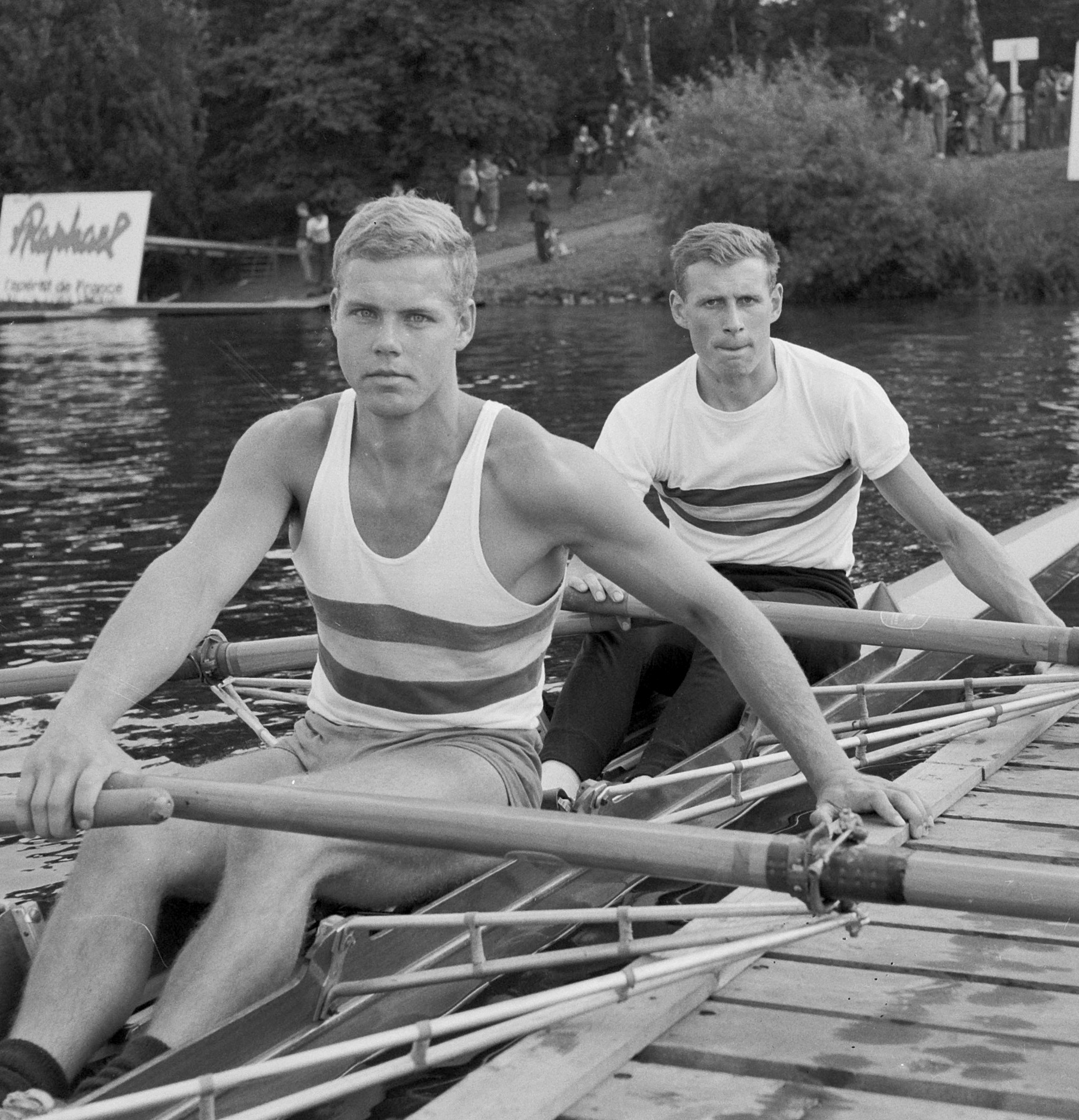
Michel De Meulemeester (vorn) und Claude Dehombreux (hinten) 1965

Claude Dehombreux (* 14. Oktober 1939 in Ixelles; † 31. Dezember 2010 in Brüssel) war ein belgischer Ruderer, der dreimal an Olympischen Spielen teilnahm.

## Sportliche Karriere
Der 1,90 m große Claude Dehombreux von Royal Sport Nautique de Bruxelles gewann im Einer und im Doppelzweier insgesamt 30 belgische Meistertitel. 
Bei den Olympischen Spielen 1968 in Mexiko-Stadt war er als einziger belgischer Ruderer dabei. Er war im Vorlauf Fünfter und Letzter. Im Hoffnungslauf belegte er den vierten Platz und schied mit über sechs Sekunden Rückstand auf den Drittplatzierten Polen Zdzisław Bromek aus.
1971 ruderte Dehombreux zusammen mit Albert Heyche bei den Europameisterschaften in Kopenhagen, die beiden Belgier belegten den fünften Platz im Doppelzweier. Dehombreux und Heyche traten auch bei den Olympischen Spielen 1972 in München zusammen an. Sie erreichten den dritten Platz im Vorlauf und den zweiten Platz im Hoffnungslauf. Nach einem fünften Platz im Halbfinale ruderten die beiden auf den dritten Platz im B-Finale und belegten damit den neunten Platz in der Gesamtwertung.
Bei den Olympischen Spielen 1976 in Montreal trat Dehombreux noch einmal im Einer an. Nach einem dritten Platz im Vorlauf und einem fünften Platz im Halbfinale belegte er als Sechster des B-Endlaufs den insgesamt zwölften Platz. Nach seiner aktiven Laufbahn war Claude Dehombreux Trainer bei Royal Sport Nautique de Bruxelles.